# Ramiro Támez Cavazos
Gamalier Ramiro Tamez Cavazos (General Terán, Nuevo León; 18 de enero de 1889 - Monterrey, Nuevo León; 3 de marzo de 1976) fue un médico y político mexicano que ocupó la gubernatura interina del estado de Nuevo León, misma de la que tuvo que ausentarse en varias ocasiones para atender asuntos relacionados con su profesión.

## Biografía
Nació bajo el nombre de Gamalier Ramiro Tamez Cavazos (según el acta 52 del Registro Civil), en General Terán, Nuevo León, el 18 de enero de 1889, siendo hijo de Porfirio Tamez Flores y Modesta Cavazos de la Garza. Estudió la primaria en su ciudad natal y en el colegio Porfirio Díaz de Monterrey. La preparatoria la hizo en el Colegio Civil y obtuvo el título de médico en la Escuela Nacional de Medicina en agosto de 1917. Sin haber concluido aún su carrera, Tamez ya atendía a enfermos y heridos de las fuerzas villistas.
Inició sus actividades políticas en 1918, cuando fue designado alcalde de General Terán. Pese a su quehacer en la administración pública, Tamez nunca abandonó su profesión, misma que ejerció durante 18 años en su pueblo natal, en San Benito, Texas, y en Monterrey.
Siendo diputado en el Congreso Local, el 4 de abril de 1922 Ramiro Tamez fue nombrado gobernador constitucional interino, en sustitución de Juan M. García.
El 29 de noviembre de 1922, Ramiro Tamez solicitó licencia por un mes y fue sustituido por Leocadio M. González; sin haberse cumplido el mes, el 16 de diciembre Tamez regresó al cargo. El 13 de marzo del siguiente año, y durante once días, lo reemplazó el licenciado Pedro Guajardo. Tres días después de haber vuelto al gobierno, Tamez se ausentó nuevamente en dos ocasiones y dejó el mando en manos de Eusebio de la Cueva. El 14 de agosto de 1923 retomó el puesto de primer mandatario de la entidad y permaneció en él hasta el 4 de octubre, fecha en que fue nombrado en su lugar don Alfredo Pérez.
Durante toda su trayectoria, la labor del doctor Ramiro Tamez en el gobierno fue rica en obras y actividades: instaló sistemas sanitarios; llevó a cabo campañas de vacunación contra el paludismo; amplió el Hospital González; expidió y reglamentó leyes laborales; fomentó la agricultura; realizó obras de urbanización, e impulsó la educación y la cultura.
En 1923 Tamez fue desterrado de la entidad, por lo que tuvo que ir a San Benito, Texas, a ejercer su profesión. Volvió a Monterrey hasta 1935.
Reincorporado plenamente a la actividad política, el general Anacleto Guerrero Guajardo nombró a Ramiro Tamez secretario general de gobierno para el periodo 1936-1939.
Asimismo fue senador de 1940 a 1946. propuso adiciones a la Ley Federal del Trabajo para implantar el arbitraje obligatorio en las huelgas que afectan los servicios públicos.
Ramiro Tamez murió en Monterrey el 3 de marzo de 1976, cuando ejercía el cargo de oficial del Registro Civil de esa ciudad.